# Anne Bohnenkamp-Renken

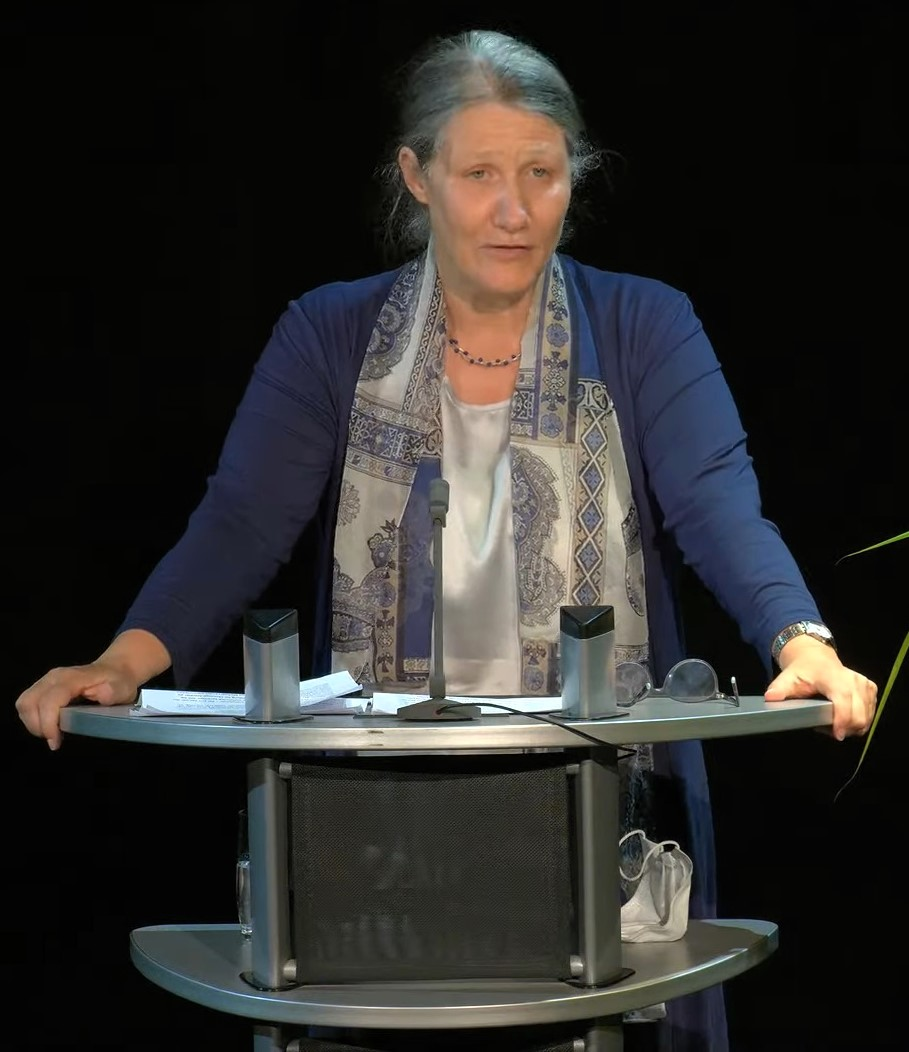
Anne Bohnenkamp-Renken, 2021

Anne Bohnenkamp-Renken (* 17. November 1960 in Hilden) ist eine deutsche Literaturwissenschaftlerin.

## Leben
Von 1980 bis 1987 studierte sie Germanistik, Philosophie und Publizistikwissenschaft (MA) an der Universität Göttingen und der Università degli Studi di Firenze. Nach der Promotion 1992 mit einer Arbeit über Goethes Faust bei Albrecht Schöne (ausgezeichnet mit einem Preis der Akademie der Wissenschaften zu Göttingen) und der Habilitation 2000 an der Universität München (Neuere deutsche Literaturwissenschaft und Allgemeine und Vergleichende Literaturwissenschaft.) vertrat sie 2002/2003 einen Lehrstuhl an der Universität Erlangen-Nürnberg. Seit Juni 2003 ist sie Direktorin des Freien Deutschen Hochstifts/Frankfurter Goethemuseums.
Seit 2003 leitet sie das DFG-Langzeitprojekt Historisch-kritische Ausgabe der Werke und Briefe Clemens Brentanos. Von 2004 bis 2012 war sie Honorarprofessorin der Goethe-Universität. Seit 2009 leitet sie die historisch-kritische Hybrid-Edition von Goethes Faust (DFG-Projekt in Kooperation mit der Klassik Stiftung Weimar und der Universität Würzburg). Seit 2010 ist sie Vorstandsmitglied der Landes-Offensive zur Entwicklung Wissenschaftlich-ökonomischer Exzellenz (LOEWE), Schwerpunkt Digital humanities (in Kooperation mit der TU Darmstadt und der Goethe-Universität Frankfurt). Seit 2012 lehrt sie als Professorin für Neuere deutsche Literaturwissenschaft an der Universität Frankfurt am Main.

## Auszeichnungen
- 2004: Korrespondierendes Mitglied der Niedersächsischen Akademie der Wissenschaften zu Göttingen
- 2022: Hessischer Kulturpreis[2]
- 2025: Goethe-Plakette der Stadt Frankfurt am Main

## Schriften (Auswahl)
- «... das Hauptgeschäft nicht außer Augen lassend». Die Paralipomena zu Goethes Faust. Frankfurt am Main 1994, ISBN 3-458-16643-2.
- als Herausgeberin mit Kai Bremer, Uwe Wirth und Irmgard M. Wirtz: Konjektur und Krux. Zur Methodenpolitik der Philologie. Göttingen 2010, ISBN 978-3-8353-0604-2.
- als Herausgeberin mit Sonja Vandenrath: Wort-Räume, Zeichen-Wechsel, Augen-Poesie. Zur Theorie und Praxis von Literaturausstellungen. Mit einer Dokumentation der Ausstellung Wie stellt man Literatur aus? Sieben Positionen zu Goethes „Wilhelm Meister“ (Frankfurter Goethe-Haus 2010). Göttingen 2011, ISBN 978-3-8353-0796-4.
- als Herausgeberin mit Frank Möbus: Mit Gunst und Verlaub! Wandernde Handwerker: Tradition und Alternative. Göttingen 2012, ISBN 978-3-8353-1190-9.